# Sammansvärjningen (1986)
Sammansvärjningen är en svensk miniserie i tre delar som visades i Sveriges Television 1986.

## Handling
Serien handlar om mordet på Gustav III. En grupp adelsherrar besvikna på landets styre träffas och diskuterar hur de ska återfå sina tidigare friheter. Särskilt Ribbing förespråkar att kungen ska mördas och att man ska anlita en person utanför den inre kretsen. Valet faller på en kapten Anckarström som visar sig hysa liknande ovilja mot kungen. Anckarström kommer nära att mörda kungen flera gånger, bland annat på Haga slott, men det är på operan som attentatet till slut äger rum.

## Om filmen
Filmen visades i tre delar på TV2 1986. 

19 mars – "Vi behöver ett verktyg".

26 mars – "Jag får min maskerad".

2 april – "Gud bevare mina fiender".

## Rollista
- Thomas Hellberg - Gustav III
- Allan Svensson - Jacob Johan Anckarström
- Jonas Bergström - Gustaf Mauritz Armfelt
- Stefan Sauk - Adolf Ludvig Ribbing
- Jörgen Düberg - Hans Järta
- Gunnel Fred - Lovisa
- Gudmar Wivesson - Carl Fredrik Ehrensvärd
- Tomas Bolme - Carl Pontus Lilliehorn
- Axel Düberg - doktor Hallman
- Ola Lindegren - Clas Fredrik Horn
- Thomas Widman - pistolsmeden Kaufman
- Ingvar Hirdwall - Liljensparre
- Kjell Tovle - Löwenhielm
- Yngve Nordwall - Carl Fredrik Pechlin
- Jorge Acuña Paredes - Remy
- Margreth Weivers - mamsell Regina
- Måns Westfelt - hattstofferaren Hartin
- Carl Billquist - Elis Schröderheim
- Mathias Henrikson - hertig Carl
- Torsten Föllinger - Bellman
- Ove Stefansson - prästen Roos
- Ulf Eklund - Jerner
- Benny Fredriksson - bagarlärlingen
- Thomas Porathe - Hans Henric von Essen
- Hanna Johansson - Anckarströms dotter
- Olle Sarri - gossen Åberg
- Linus Hellberg - kronprinsen
- Bo Rehnberg - bodbiträdet
- Thore Segelström - kanslisten
- Stefan Moberg - Lybecker
- Gunnar Ernblad - Bennet
- Henry Ottenby - Pollet
- Bertil Norström - von Engeström
- Stig Grybe - frisör
- Mimi Pollak - spåkvinna
- Erik Sædén - operasångare
- Thomas Lander - operasångare
- Victoria Kahn - operasångare
- Hans Villius - Johan Henrik Hästesko
- Lennart Tollén - adelsmannen
- Karl-Robert Lindgren - operakapellets ledare
- Sällskapet Romantica - dansare på maskeraden
- Jannika Strååt - kvinnan i pistolboden
- Jan Kreigsman - polisbetjänt
- Robert Sjöblom - ridande officer

## Film
- Sammansvärjningen på SVT Play